# Frances Schroth
Frances Schroth, född 11 april 1893 i Toledo, död 6 oktober 1961 i Guadalajara, var en amerikansk simmare.
Schroth blev olympisk bronsmedaljör på 300 meter frisim vid sommarspelen 1920 i Antwerpen.